# Liste der amtierenden deutschen Landesminister für Land- und Forstwirtschaft
Landesminister für Land- und Forstwirtschaft leiten das die Land- und Forstwirtschaft betreffende Landesministerium.
Momentan bekleiden 17 Personen das Amt eines Landeslandwirtschaftsministers. Die Bereiche Land- und Forstwirtschaft sind in Thüringen auf zwei Ministerien aufgeteilt. Unter den Amtsinhabern zehn Frauen und sieben Männer. Neun Amtsinhaber sind Mitglieder der Unionsparteien (CDU/CSU), jeweils drei der Grünen und drei der SPD, einer der FDP und einer des BSW.
Die längste Amtszeit der gegenwärtigen Landesminister für Land- und Forstwirtschaft hat Till Backhaus (Mecklenburg-Vorpommern, seit 1998).
| Land                   | Oberste Landesbehörde                                                         | Name                         | Amtsantritt    | Regierung                                                                                               | Partei | Partei | Bild |
| ---------------------- | ----------------------------------------------------------------------------- | ---------------------------- | -------------- | --- | ------ | ------ | ---- |
| Baden-Württemberg      | Ministerium für Ernährung, Ländlichen Raum und Verbraucherschutz              | Peter Hauk                   | 12. Mai 2016   | Kretschmann II Kretschmann III                                                                          |        | CDU    |      |
| Bayern                 | Staatsministerium für Ernährung, Landwirtschaft, Forsten und Tourismus        | Michaela Kaniber             | 21. März 2018  | Söder I Söder II Söder III                                                                              |        | CSU    |      |
| Berlin                 | Senatsverwaltung für Justiz und Verbraucherschutz                             | Felor Badenberg              | 27. April 2023 | Wegner                                                                                                  |        | CDU    |      |
| Brandenburg            | Ministerium für Land- und Ernährungswirtschaft, Umwelt und Verbraucherschutz  | Hanka Mittelstädt            | 11. Dez. 2024  | Woidke IV                                                                                               |        | SPD    |      |
| Bremen                 | Senatorin für Umwelt, Klima und Wissenschaft                                  | Kathrin Moosdorf             | 5. Juli 2023   | Bovenschulte II                                                                                         |        | Grüne  |      |
| Hamburg                | Behörde für Umwelt, Klima, Energie und Agrarwirtschaft                        | Katharina Fegebank           | 7. Mai 2025    | Tschentscher III                                                                                        |        | Grüne  |      |
| Hessen                 | Ministerium für Landwirtschaft und Umwelt, Weinbau, Forsten, Jagd und Heimat  | Ingmar Jung                  | 18. Jan. 2024  | Rhein II                                                                                                |        | CDU    |      |
| Mecklenburg-Vorpommern | Ministerium für Klimaschutz, Landwirtschaft, ländliche Räume und Umwelt       | Till Backhaus                | 3. Nov. 1998   | Ringstorff I Ringstorff II Ringstorff III Sellering I Sellering II Sellering III Schwesig I Schwesig II |        | SPD    |      |
| Niedersachsen          | Ministerium für Ernährung, Landwirtschaft und Verbraucherschutz               | Miriam Staudte               | 8. Nov. 2022   | Weil III Lies                                                                                           |        | Grüne  |      |
| Nordrhein-Westfalen    | Ministerium für Landwirtschaft und Verbraucherschutz                          | Silke Gorißen                | 29. Juni 2022  | Wüst II                                                                                                 |        | CDU    |      |
| Rheinland-Pfalz        | Ministerium für Wirtschaft, Verkehr, Landwirtschaft und Weinbau               | Daniela Schmitt              | 18. Mai 2021   | Dreyer III Schweitzer                                                                                   |        | FDP    |      |
| Saarland               | Ministerium für Umwelt, Klima, Mobilität, Agrar und Verbraucherschutz         | Petra Berg                   | 26. Apr. 2022  | Rehlinger                                                                                               |        | SPD    |      |
| Sachsen                | Staatsministerium für Umwelt und Landwirtschaft                               | Georg-Ludwig von Breitenbuch | 19. Dez. 2024  | Kretschmer III                                                                                          |        | CDU    |      |
| Sachsen-Anhalt         | Ministerium für Wirtschaft, Tourismus, Landwirtschaft und Forsten             | Sven Schulze                 | 16. Sep. 2021  | Haseloff III                                                                                            |        | CDU    |      |
| Schleswig-Holstein     | Ministerium für Landwirtschaft, ländliche Räume, Europa und Verbraucherschutz | Werner Schwarz               | 29. Juni 2022  | Günther II                                                                                              |        | CDU    |      |
| Thüringen              | Ministerium für Wirtschaft, Landwirtschaft und Ländlichen Raum                | Colette Boos-John            | 13. Dez. 2024  | Voigt                                                                                                   |        | CDU    |      |
| Thüringen              | Ministerium für Umwelt, Energie, Naturschutz und Forsten                      | Tilo Kummer                  | 13. Dez. 2024  | Voigt                                                                                                   |        | BSW    |      |

## Erläuterungen
1. ↑  In den Ländern Berlin, Bremen und Hamburg heißt die Regierung „Senat“, in Bayern und Sachsen „Staatsregierung“ und in den übrigen Ländern „Landesregierung“.